# Carl Stahn
Johann Carl Stahn (* 29. November 1808 in Berlin; † 18. Mai 1891 ebenda) war ein deutscher evangelischer Theologe und Konsistorialrat.

## Leben
Stahn war der jüngere Sohn von Johann Gottfried Stahn (1764–1849), der als Prediger an der Berliner Marienkirche wirkte, und der Caroline Sophie Harras. Sein älterer Bruder war der Jurist Johann Gustav Stahn (1806–1879).
Stahn studierte Theologie in Berlin und München. Ab 1834 war er Dom-Kandidat und Hilfsprediger am Berliner Dom-Kandidaten-Alumnat, dem späteren Domkandidatenstift. Am 27. Juli 1835 wurde er zum Prediger an der Konkordienkirche in Landsberg an der Warthe ordiniert. Im September 1837 berief man ihn als Prediger an die Königliche Kadetten-Anstalt in Berlin. Dieses Amt übte er bis ins Jahr 1852 aus.
Im selben Jahr eröffnete sich für Stahn ein neues Wirkungsfeld: Nach dem Tod des langjährigen ersten Predigers an der Friedrichswerderschen Kirche, Georg Friedrich August Pauli (1775–1851), besetzte der vormalige zweite Prediger Ernst Orth (1803–1892) dessen Amt, und Stahn wurde auf den vakanten Posten des zweiten Predigers berufen. Am 2. Januar 1853 wurde er in dieses Amt eingeführt und verblieb am Friedrichswerder, bis er am 1. Juni 1886 in den Ruhestand trat.
Im Herbst 1861 wurde Stahn zudem als Nachfolger von Carl Gustav Beneke (1800–1864) in das von Carl Otto Friedrich von Voß (1786–1864) geleitete Konsistorium der Provinz Brandenburg der Evangelischen Landeskirche in Preußen berufen und zum Konsistorialrat ernannt. Im Konsistorium war er bis zu seiner Verabschiedung am 22. November 1873 tätig.
Stahn war mit Antonie von Knobelsdorff (1817–1900) verheiratet. Aus der 1864 geschlossenen Ehe seiner Tochter Clara (1838–1935) mit dem Oberpfarrer Eduard Nithack (1822–1903) ging sein Enkel Walther Nithack-Stahn (1866–1942) hervor, der ab 1906 an der Kaiser-Wilhelm-Gedächtniskirche predigte.

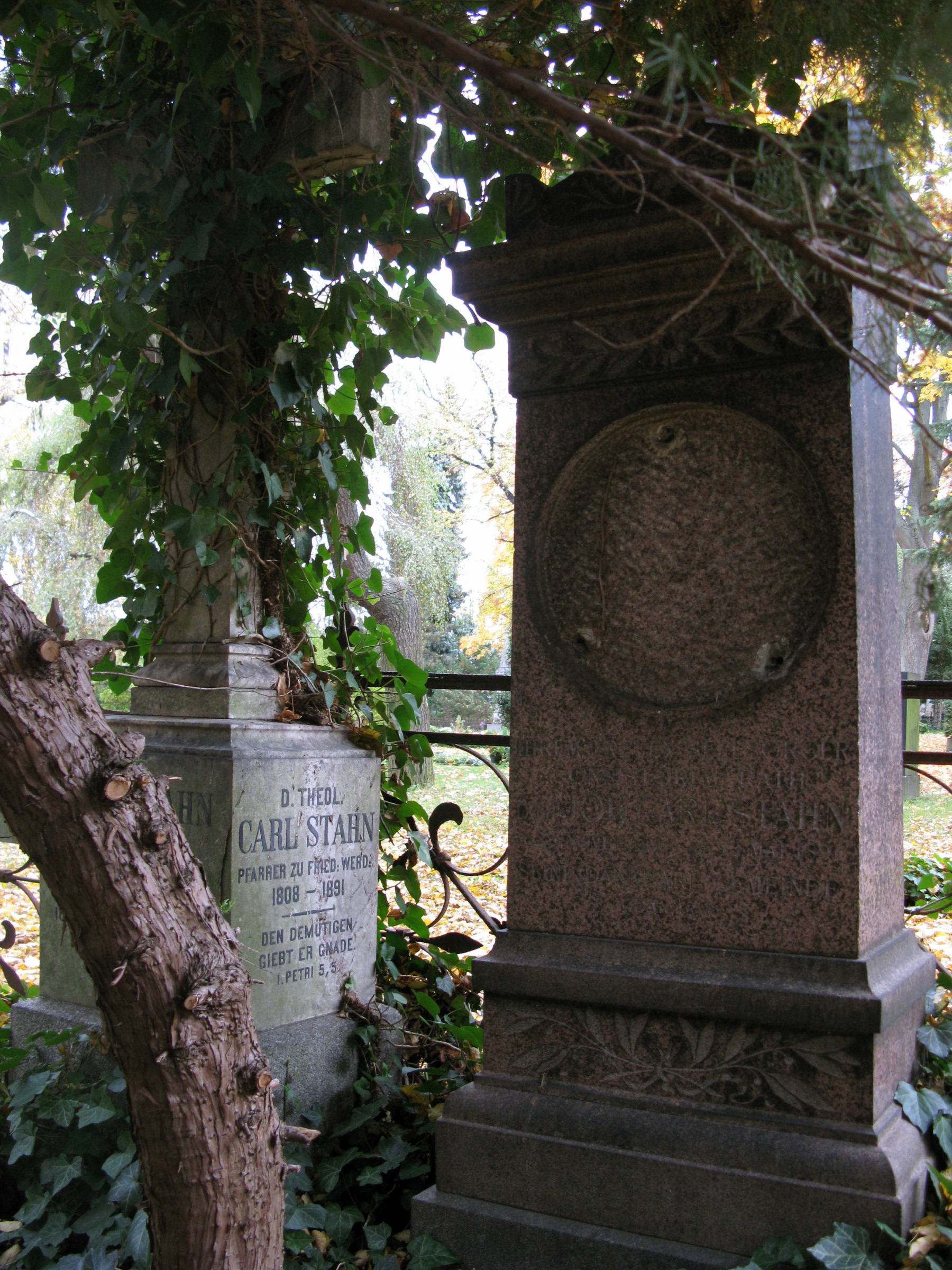
Grab Stahns auf dem Friedrichswerder-Kirchhof

Sein Grab befindet sich auf dem Friedrichswerderschen Friedhof II in Berlin-Kreuzberg.

## Schriften
- Der Segen des Todes. Predigt bei der Feier 1834 zum Gedächtniß der Gestorbenen. Gehalten in der St. Marienkirche. Berlin 1835.
- Trauerrede nach dem Ableben Seiner Majestät Königs Friedrich Wilhelm des Dritten am 14. Juni 1840 im Betsaale des Königlichen Kadetten-Instituts zu Berlin gehalten. Mittler, Berlin 1840.
- Predigt bei der Feier des Todtenfestes, am 25. Nov. 1855, als am 25sten Sonntage nach Trinitatis in der St. Gertraud-Kirche zu Berlin. Wohlgemuth, Berlin 1855.
- Predigten. Kritz, Berlin 1857.
- Worte der dankbaren Erinnerung am Sarge des Evangelischen Bischofs etc. Dr. Georg Carl Benjamin Ritschl. Schultze, Berlin 1858.
- „Unser Glaubens-Bekenntniß“. Predigt am 3. Sonntage nach Trinitatis. Chun, Berlin 1877.
- Wichtigkeit der christlichen Presse. Predigt, gehalten am Jahresfeste der Deutschen Evangelischen Buch- und Tractat-Gesellschaft in Berlin am Himmelfahrtstage 1881. Verlag der Deutschen Evangelischen Buch- und Tractat-Gesellschaft, Berlin 1881.